# 格林伍德鎮區 (明尼蘇達州清水縣)
格林伍德鎮區（英語：Greenwood Township）是位於美國明尼蘇達州清水縣的一個行政鎮區。

## 地方資料
格林伍德鎮區的面積為61.40平方千米，當中陸地面積為61.40平方千米，而水域面積為0.00平方千米。根據2020年美國人口普查的數據，當地共有人口78人，而人口密度為每平方千米1.27人。